# Moneda contramarcada
Moneda contramarcada o moneda resellada es una moneda marcada después de su acuñación y mientras se encuentra en circulación con el fin de validarla o revalorarla, tal es el caso de países azotados por severa inflación o devaluación. También puede ser por causa del vandalismo.

## El real de a 8
Los reales de a 8 se acuñaban en América dentro de la denominación del Real español y se transportaban a granel hacia España, haciendo este transporte un objetivo tentador para los piratas y corsarios del mar. Por otra parte, su uso también se extendió por el sudeste asiático, pues el Galeón de Manila transportaba periódicamente plata en monedas desde México hasta Manila en las Filipinas, donde debía intercambiarse por mercancías chinas y filipinas en tanto la plata era la única mercancía extranjera que China aceptaba como pago. En el comercio oriental, los reales de a 8 españoles fueron a menudo estampados con caracteres chinos, estos caracteres indicaban que se trataba de monedas originales.
Si bien España impedía el libre comercio entre sus colonias y el resto del mundo, el contrabando de diversos productos se hizo común desde el siglo XVII entre colonias españolas y buques de Gran Bretaña y Holanda; ello permitió que las piezas monetarias acuñadas en las cecas del Imperio Español circularan por sitios ajenos a la jurisdicción española. Las Trece Colonias británicas en América del Norte llegaron a utilizar prontamente los reales de a 8 debido a la fineza de su contenido en plata y a su relativa abundancia en el mercado, mayor que la moneda de su propia metrópoli. 
El comercio español con China, utilizando como base a las Filipinas, hizo que el Real de a 8 se difundiera también en el Sureste asiático. En una época donde el valor de la moneda estaba determinado por su contenido intrínseco de plata u oro, la fineza del Real de a 8 hizo que esta pieza se tornara extraoficialmente en la moneda de cambio para el comercio internacional sostenido en Asia Oriental. La llegada de comerciantes estadounidenses a China a fines del siglo XVIII impulsó más el uso del spanish dollar, como se denominaba en inglés al Real de a 8.
Los Reales de a 8 tenían un valor nominal de 8 reales en España y sus colonias, pero la necesidad de moneda fraccionaria causó que a menudo las piezas fueran cortadas físicamente en cuatro u ocho trozos, para lograr un cambio más pequeño. Fuera del imperio español era muy difícil obtener monedas españolas de plata con denominaciones menores a las del Real de a 8, por lo cual la partición física de la moneda era el único modo de obtener fracciones y posteriormente resellarlas para su uso, cosa que también ocurrió durante las guerras de independencia de las colonias españolas cuando las piezas caían en manos de los insurgentes.

## Peso Mexicano
Al igual que con su antecesor, el real de a 8, el comercio español con China hizo que el peso se difundiera también en el Sureste asiático, por lo que las piezas eran reselladas para que tuvieran curso legal en esos países. La necesidad de moneda fraccionaria causó que a menudo las piezas fueran cortadas físicamente en dos, cuatro u ocho trozos, para lograr un cambio más pequeño para posteriormente resellarlas para su uso.
Durante el conflicto de la guerra de independencia diversos resellos fueron estampados en monedas de diferentes denominaciones acuñadas durante el reinado de Carlos IIII y Fernando VII en diferentes cecas para certificar su validez para uno u otro bando. También se utilizaron medallas religiosas. Existen diversas combinaciones de resellos de ambos bandos en una sola pieza, así como falsificaciones modernas.
Los insurgentes resellaron las monedas emitidas por la corona para la circulación en los territorios que estaban bajo su dominio, incluso el líder independentista José María Morelos reselló sus algunas de sus propias monedas combatir la falsificación.
Por otro lado las autoridades realistas resellaron las monedas de plata emitidas por la corona para certificar su validez así como las monedas que habían sido ya contramarcadas por los insurgentes

## Galería

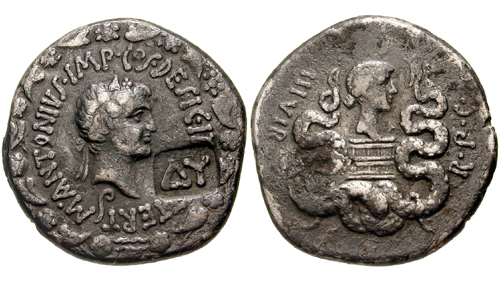
Tetradracma con resello "ΔΥ".
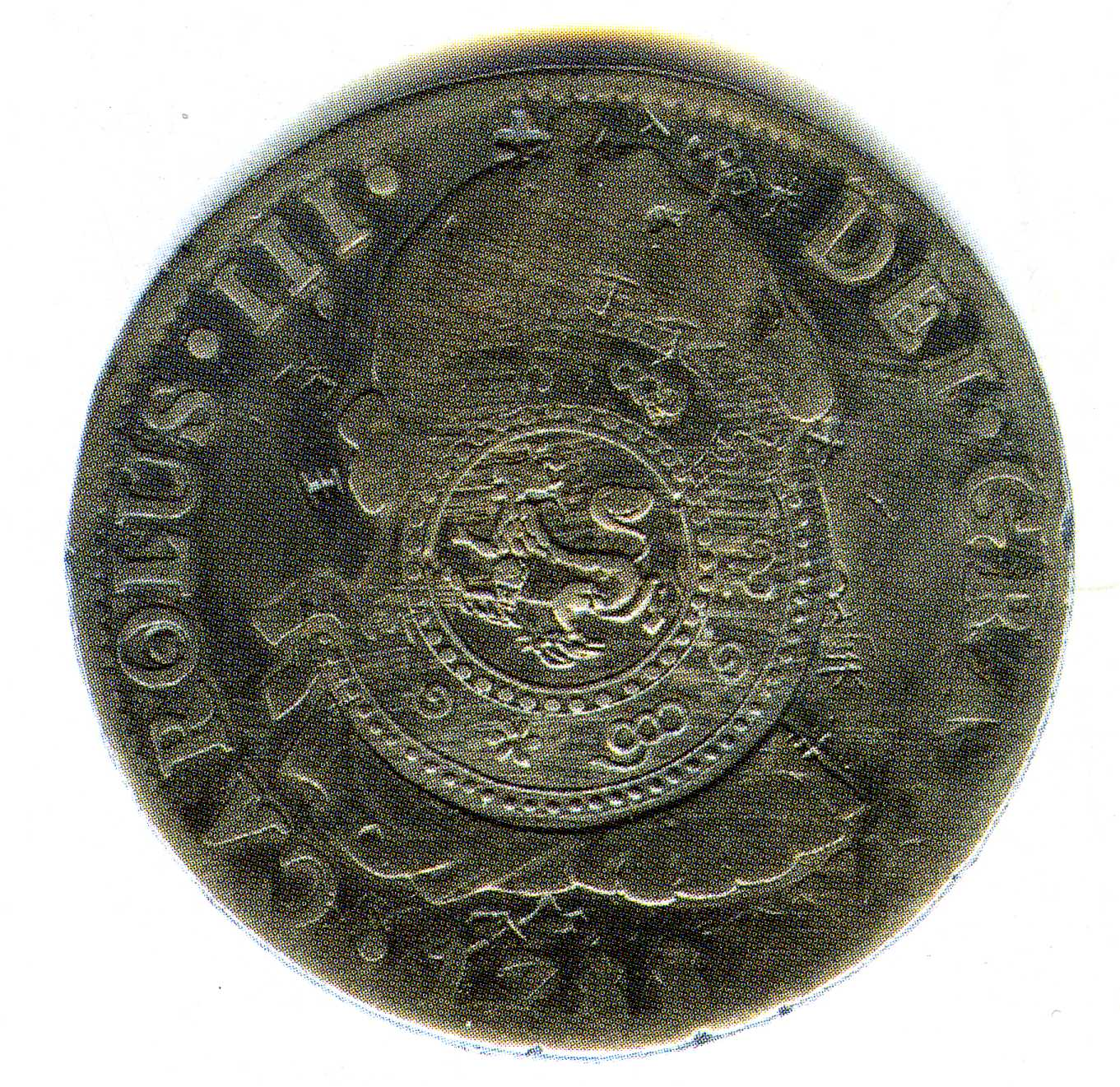
Moneda de Carlos III resellada en Birmania.
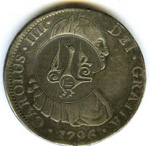
Moneda de Carlos IV resellada en Adén.
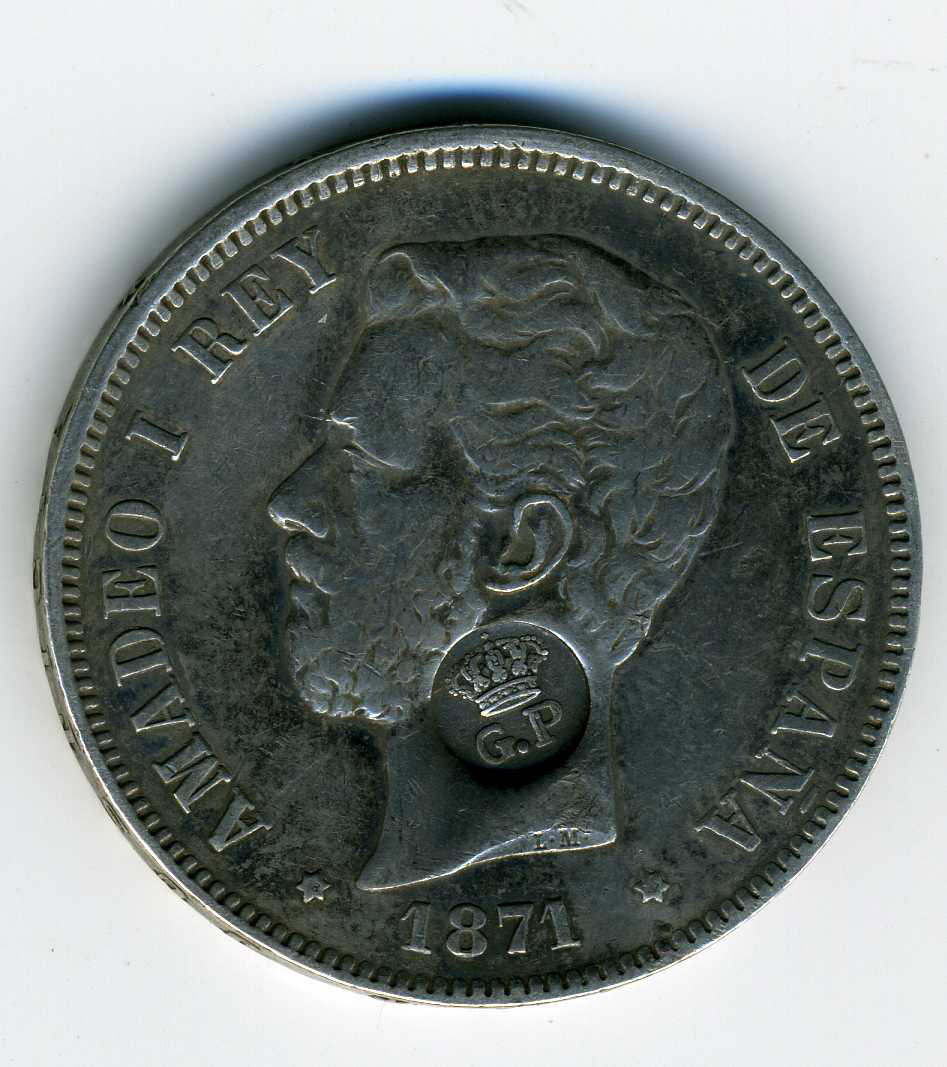
Moneda de Amadeo I de España resellada en Azores.
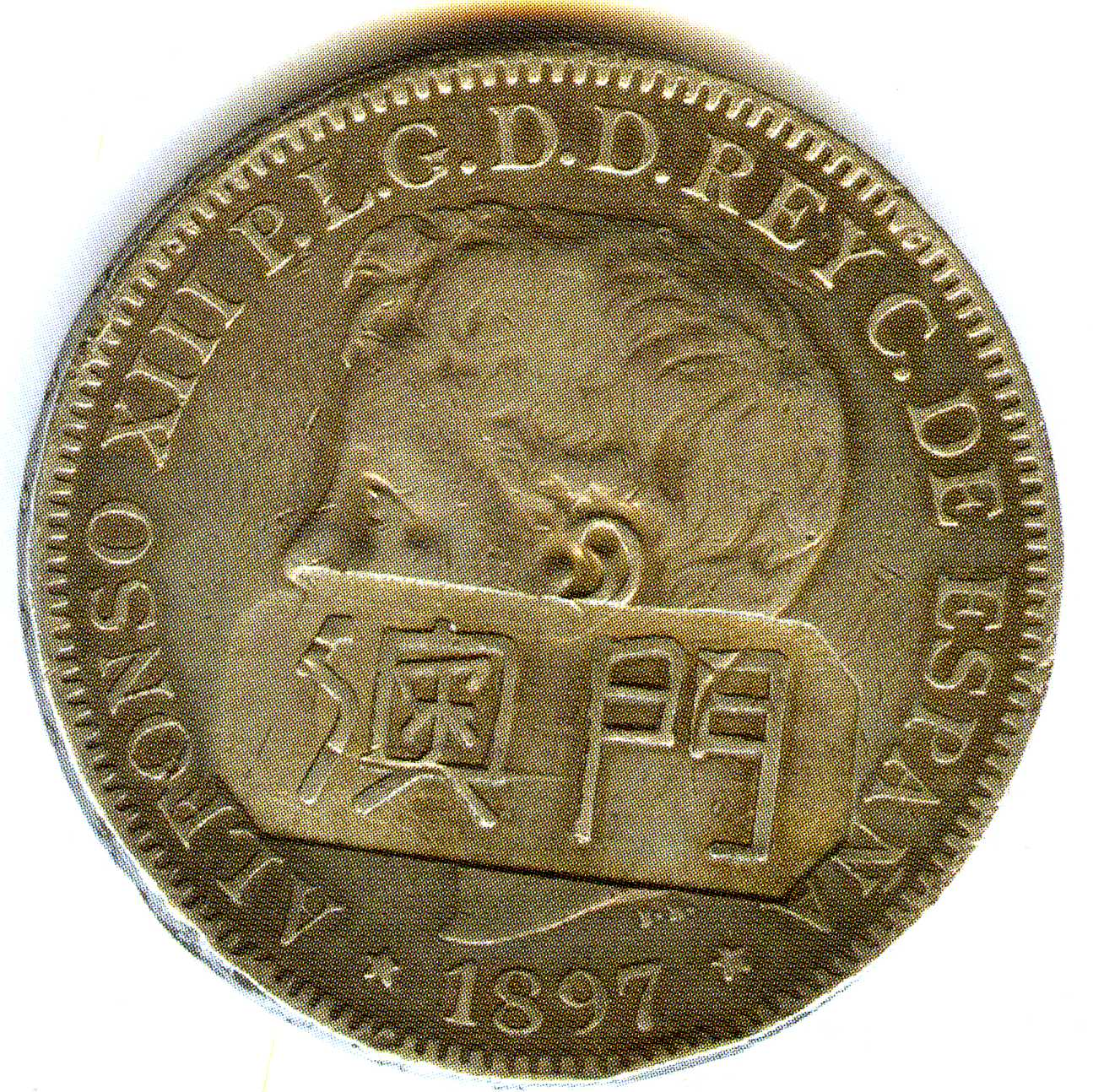
Moneda de Alfonso XIII resellada en Macao.
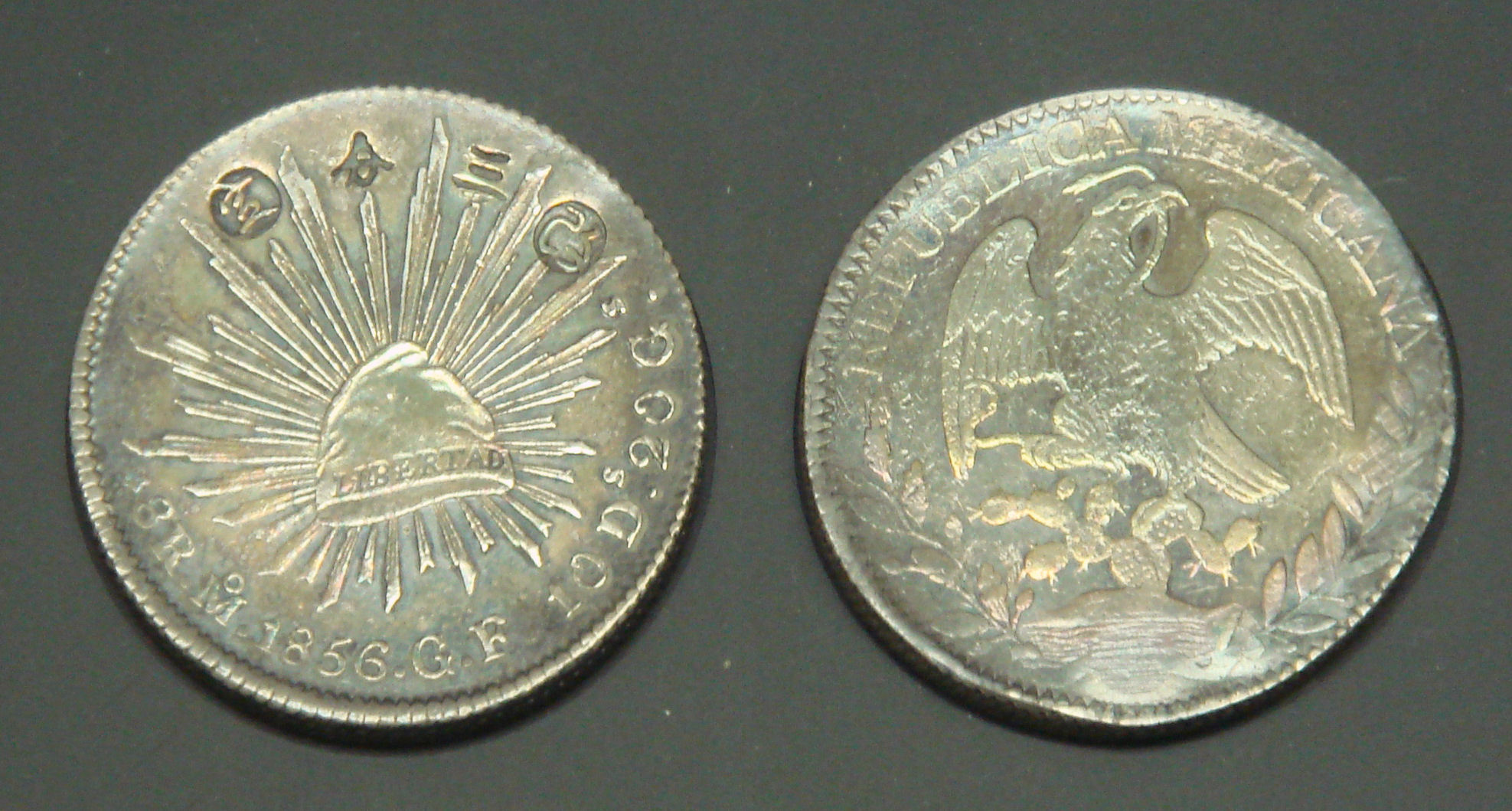
Moneda mexicana resellada en Japón.
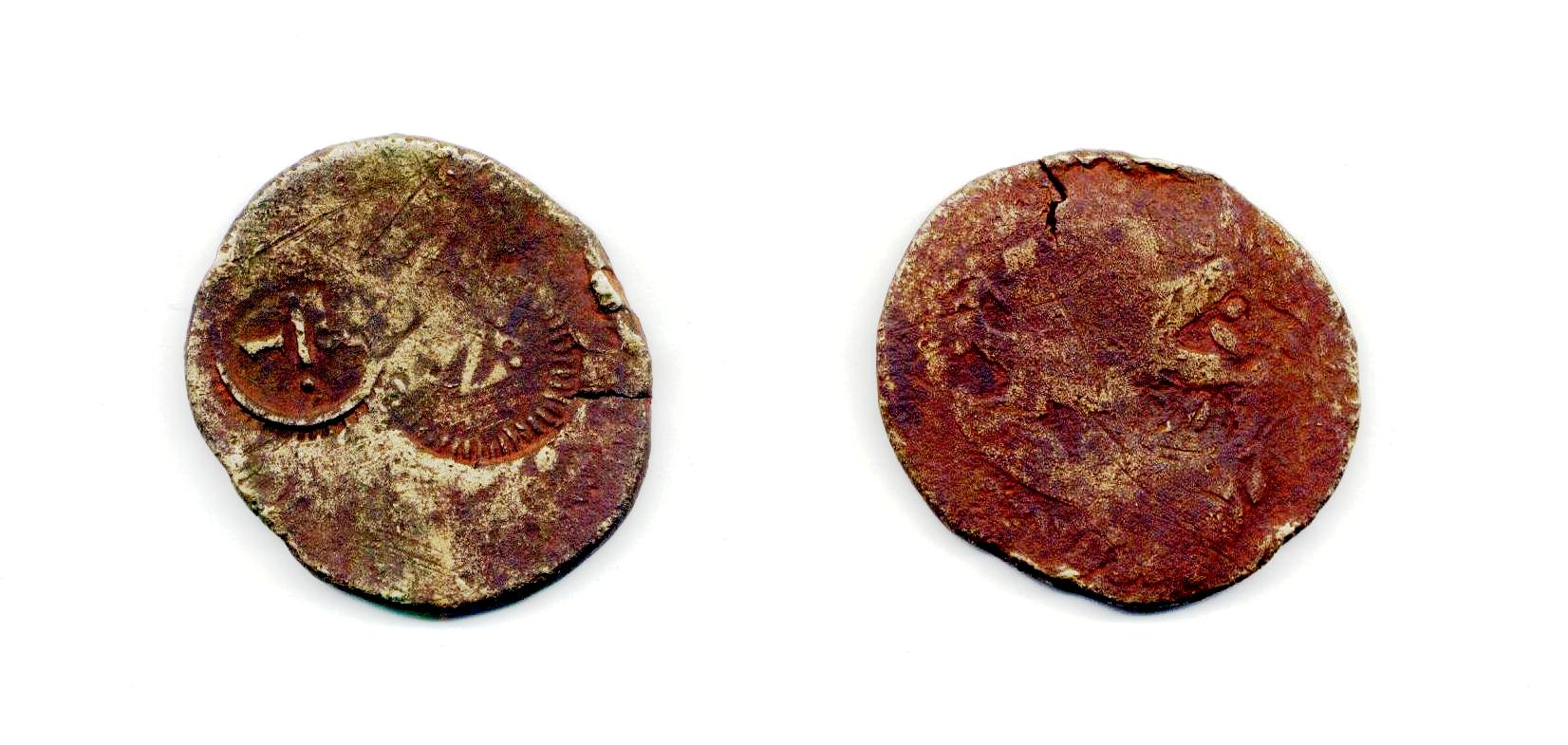
Moneda de Zamora (Michoacán) con dos resellos municipales.